# ویلیام کر، دومین مارکز لوتیان
ویلیام کر، دومین مارکز لوتیان (انگلیسی: William Kerr, 2nd Marquess of Lothian؛ زادهٔ ۲۷ مارس ۱۶۶۱ – درگذشتهٔ ۲۸ فوریه ۱۷۲۲) فرد نظامی اهل اسکاتلند بود. او همچنین برندهٔ جوایزی همچون نشان گل خار شده‌است.